# Вальтер Каспарек
Вальтер Каспарек (Walter Kasparek; 13 грудня 1921, Нюрнберг — 16 листопада 2007, Нюрнберг) — німецький офіцер-підводник, оберлейтенант-цур-зее крігсмаріне.

## Біографія
1 грудня 1939 року вступив на флот. З 17 червня 1942 року — 1-й вахтовий офіцер на підводному човні U-466. З серпня 1943 по березень 1944 року пройшов курс командира човна, в березні-травні — командирську практику на U-143. З 30 травня 1944 по 5 травня 1945 року — командир U-143.

## Звання
- Кандидат в офіцери (1 грудня 1939)
- Морський кадет (1 травня 1940)
- Фенріх-цур-зее (1 листопада 1940)
- Оберфенріх-цур-зее (1 листопада 1941)
- Лейтенант-цур-зее (1 травня 1942)
- Оберлейтенант-цур-зее (1 грудня 1943)